# Aredio di Gap
Aredio o Arigio (Chalon-sur-Saône, 535 circa – Gap, 1º maggio 604) è stato vescovo di Gap tra VI e VII secolo, venerato come santo dalla Chiesa cattolica.
Di questo santo esiste una Vita, scritta da un contemporaneo, edita nei volumi degli Acta Sanctorum. Una recensione, inferiore al testo originale e databile all'XI secolo, è stata pubblicata negli Analecta Bollandiana.

## Biografia
Aredio nacque a Chalon-sur-Saône attorno al 535, figlio maggiore di Apocrasio e Sempronia, di nobili origini franche. Fu discepolo di Siagrio, vescovo di Grenoble, che lo avviò alla carriera ecclesiastica e lo consacrò sacerdote. Per 14 anni fu parroco di Morges-en-Trièves, prima di diventare vescovo di Gap, attorno al 579, anno in cui fu deposto il suo predecessore Sagittario.
Come vescovo di Gap è documentato per la prima volta nel 584, quando prese parte al concilio di Valence; l'anno successivo partecipò a un altro concilio, a Mâcon. Nel primo concilio, il nome di Aredio si trova all'11º posto su 17 vescovi che sottoscrissero gli atti conciliari; nel secondo concilio al 40º posto sui 43 vescovi presenti.
Attorno al 598 fece un pellegrinaggio a Roma, dove ebbe modo di incontrare Gregorio Magno. Sono state conservate tre lettere del pontefice scritte ad Aredio, databili tra il 599 e il 601. In una di queste il pontefice consola il vescovo di Gap per la morte di qualcuno dei suoi parenti. Inoltre Aredio ricevette dal papa il permesso di indossare la dalmatica, assieme al suo arcidiacono Valatone, che poi gli succedette sulla cattedra di Gap. Aredio fu anche incaricato di consegnare il pallio a Siagrio, vescovo di Autun, e fu invitato a partecipare a un concilio da celebrarsi in quest'ultima città contro i simoniaci. Infine papa Gregorio raccomandò ad Aredio di dare accoglienza ad un gruppo di missionari che il pontefice inviava in Inghilterra, per aiutare Agostino di Canterbury nell'opera di conversione dei popoli che abitavano l'antica Britannia romana.
Secondo la recensione minore degli atti di Sant'Aredio, databili all'XI secolo, Aredio avrebbe scritto alcune lettere a Desiderio di Vienne e sarebbe morto nello stesso anno di Esichio, vescovo di Grenoble, il quale avrebbe dato il viatico a Aredio morente. Incerto è l'anno di morte, posto da alcuni autori nel 604, secondo altri non prima del 608 o 609.

## Culto
Antichissimo è il culto verso sant'Aredio, come documentano gli atti coevi, per i numerosi miracoli operati quando era in vita, e soprattutto dopo la sua morte. Le sue reliquie, note fino al Medioevo, in seguito sono andate perse.
Il suo nome è inserito nel nuovo Martirologio Romano, riformato a norma dei decreti del Concilio Vaticano II, che lo ricorda il 1º maggio con queste parole:
( Martirologio Romano. Riformato a norma dei decreti del Concilio ecumenico Vaticano II e promulgato da papa Giovanni Paolo II (PDF), Città del Vaticano, Libreria editrice vaticana, 2004, p. 369.)